# Woodford County, Kentucky
Woodford County är ett administrativt område i delstaten Kentucky, USA, med 24 939 invånare. Den administrativa huvudorten (county seat) är Versailles. Woodford County ligger i den inre delen av regionen Bluegrass.

## Geografi
Enligt United States Census Bureau har countyt en total area på 497 km². 494 km² av den arean är land och 3 km² är vatten.

### Angränsande countyn
- Franklin County - nordväst
- Scott County - nordost
- Fayette County - öst
- Jessamine County - sydost
- Mercer County - sydväst
- Anderson County - väst

### Orter
- Midway
- Versailles (huvudort)